# DeMar DeRozan
DeMar DeRozan, né le 7 août 1989 à Compton (Californie), est un joueur professionnel américain de basket-ball. Il évolue actuellement au poste d'ailier voire d'ailier fort pour les Kings de Sacramento en National Basketball Association (NBA).

## Biographie
DeMar DeRozan grandit notamment aux côtés de James Harden, joueur des Clippers de Los Angeles, avec qui il joue pendant toute sa jeunesse. Harden, également né en août 1989, est lui aussi originaire de Compton.
En 2024, il publie son autobiographie Above the Noise : My Story of Chasing Calm chez Collins.

### Carrière universitaire
Le 8 avril 2009, DeMar DeRozan se présente à la draft 2009 de la NBA après seulement une année aux Trojans de l'USC avec des statistiques de 13,9 points et 5,7 rebonds de moyenne en 35 rencontres.

### Carrière professionnelle

#### Raptors de Toronto (2009-2018)

##### Ses premières années (2009-2013)

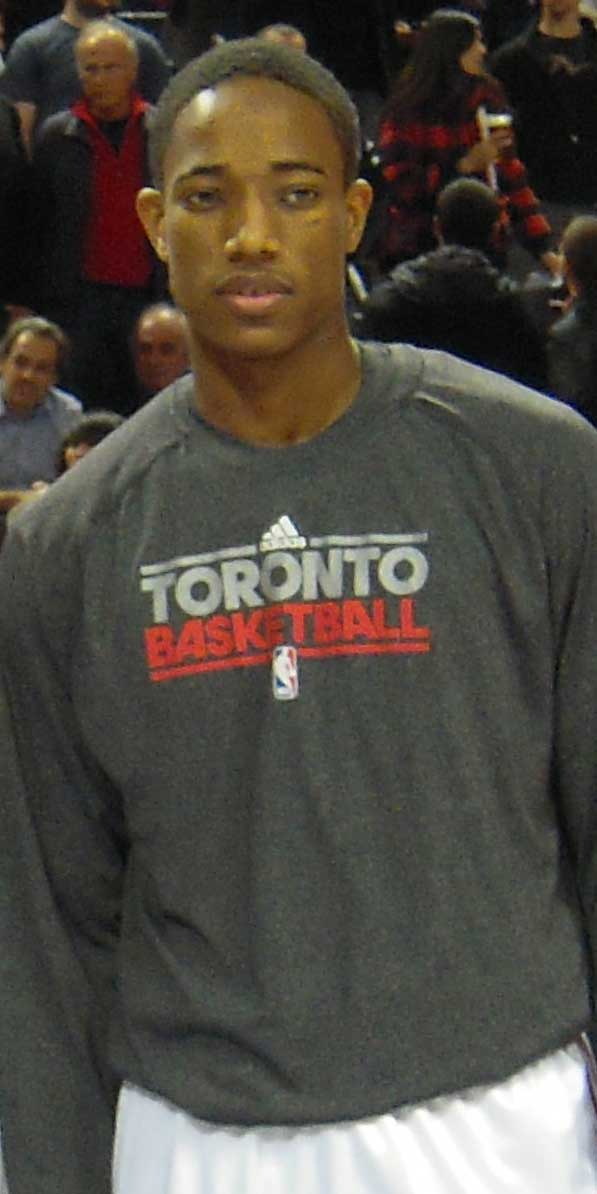
DeMar DeRozan avec les Raptors de Toronto (2010).

Le 25 juin 2009, DeRozan est drafté en 9e position par les Raptors de Toronto,. Il déclare que la principale raison qui l'a fait quitter l'université pour la NBA après seulement une année est de pouvoir prendre soin de sa mère, qui souffre de lupus.
Le 9 juillet, il signe son contrat rookie avec les Raptors.
Le 19 février 2010, il participe au Slam Dunk Contest du NBA All-Star Week-end 2010 : il s'incline en finale face au triple champion Nate Robinson. Les résultats des votes du public sont de 51 % pour Robinson et 49 % pour DeRozan. Le 31 décembre 2010, il établit son record de points en carrière avec 37 unités contre les Rockets de Houston. Il renouvelle cette performance deux fois, contre le Jazz de l'Utah le 12 novembre 2012 et contre les Bulls de Chicago le 15 novembre 2013.
Le 19 février 2011, il participe à l'édition 2011 Slam Dunk Contest du NBA All-Star Week-end 2011, en remplacement de Brandon Jennings, blessé mais il termine troisième du concours. Le 1er novembre 2012, il prolonge aux Raptors pour 40 millions de dollars sur quatre ans.

##### Présence parmi les meilleurs (depuis 2013)

###### Saison 2013-2014
Le 22 janvier 2014, DeRozan marque 40 points, son record en carrière, contre les Mavericks de Dallas, en réussissant 15 tirs sur 22. Le 30 janvier, DeRozan est sélectionné parmi les remplaçants pour participer au NBA All-Star Game 2014 dans l'équipe de la conférence Est. Le 16 février, il termine ce match avec huit points, trois rebonds et deux passes décisives en quinze minutes. Le 1er février, il marque 36 points et distribue douze passes décisives (son record en carrière) lors de la défaite chez les Trail Blazers de Portland. Le 28 mars, il permet aux Raptors de se qualifier en playoffs pour la première fois depuis 2008, après une victoire contre les Celtics de Boston où il termine avec trente points, trois rebonds, quatre passes décisives et une interception. Le 13 avril, lors du dernier match de la saison, il marque 30 points contre les Pistons de Détroit et permet aux Raptors de terminer avec 47 victoires en 82 matches.
La saison 2013-2014 de DeRozan est un tournant dans sa carrière puisqu'il réalise sa meilleure saison avec des moyennes de 22,7 points, 4,3 rebonds, 4,0 passes décisives, en tirant à 30 % à trois points, terminant 4e de la NBA au total des lancers-francs marqués et 7e des lancers-francs tirés. Il permet aux Raptors de terminer la saison avec un bilan de 48 victoires pour 34 défaites, à la troisième position de la conférence Est.
Le 19 avril 2014, lors de son premier match en playoffs contre les Nets de Brooklyn, DeRozan marque 14 points à 3 sur 13 aux tirs et son équipe s'incline à domicile. Lors du deuxième match, DeRozan revient fort et marque 30 points en tirant à 9 sur 21 dans la victoire des Raptors 100 à 95,. Le 25 avril, il termine la rencontre avec 30 points, 5 rebonds et 5 passes décisives mais son équipe s'incline. Avec ce nouveau match à au moins 30 points marqués, DeRozan devient le premier joueur des Raptors à marquer au moins 30 points dans deux matches consécutifs en playoffs, et le premier Raptor à marque 30 points dans plusieurs matches de playoffs depuis Vince Carter. Les Raptors finissent par perdre la série contre les Nets en sept matches.

###### Saison 2014-2015

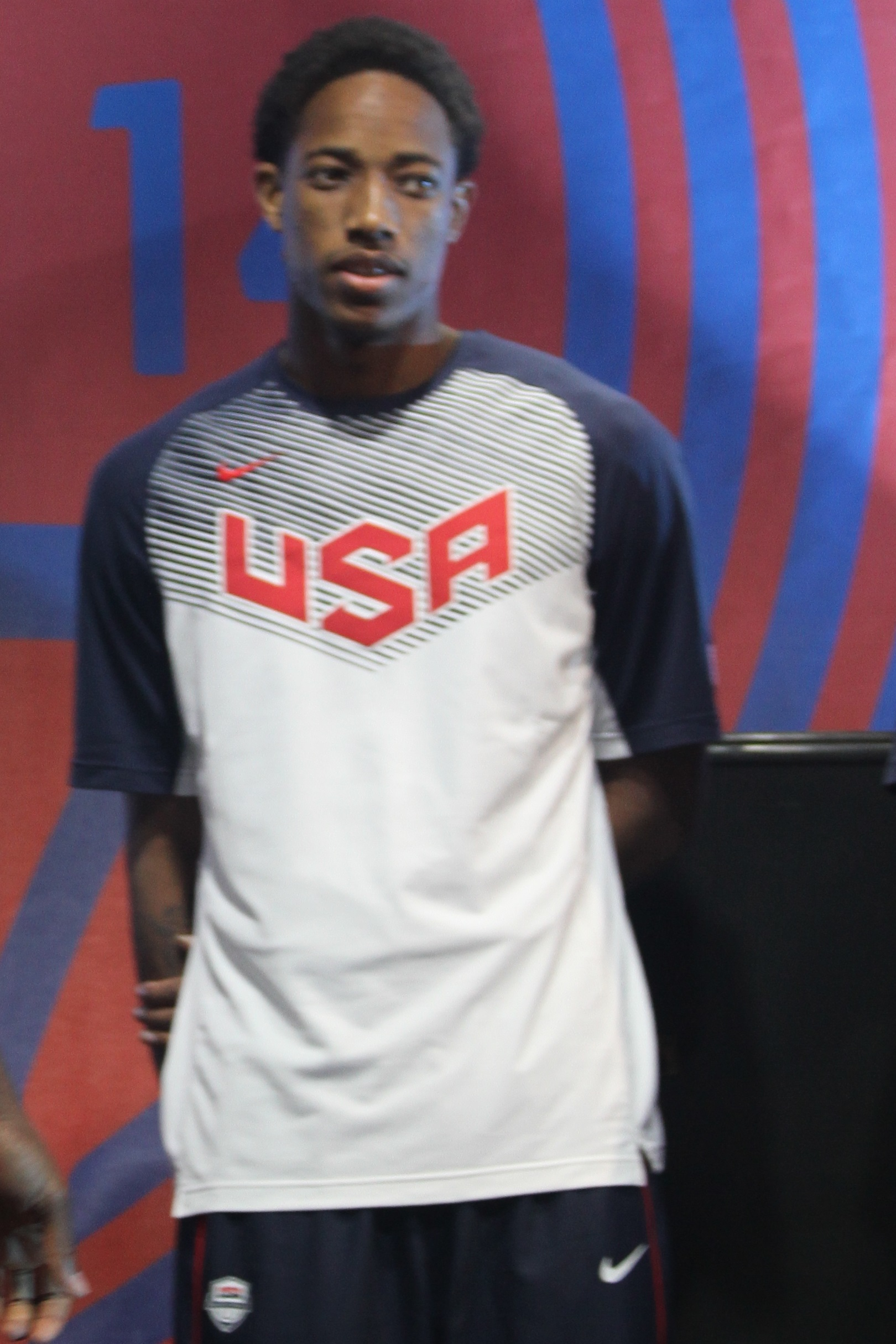
DeMar DeRozan avec l'équipe des États-Unis (2014).

Lors du match d'ouverture de la saison 2014-2015 des Raptors à Toronto, DeRozan établit son record de rebonds en carrière en en prenant onze, auxquels s'ajoutent six interceptions et quinze points, dans la victoire 109 à 102 contre les Hawks d'Atlanta. Le 5 novembre, en marquant 23 points contre les Celtics de Boston, il devient le quatrième meilleur marqueur dans l'histoire des Raptors, dépassant Morris Peterson. Le 29 novembre, il doit s'absenter indéfiniment des parquets en raison d'une déchirure d’un tendon de la cuisse gauche. La blessure arrive la nuit précédente alors qu'il reste 8 minutes et 23 secondes à jouer dans le troisième quart-temps contre les Mavericks de Dallas et que DeRozan n'a pas pu revenir sur le terrain. Le 14 janvier 2015, il fait son retour à la compétition, marquant 20 points à 9 sur 14 aux tirs lors de la victoire 100 à 84 contre les 76ers de Philadelphie. Le 5 février, il écope d'une amende de 15 000 dollars à la suite d'une faute antisportive sur le joueur des Nets Bojan Bogdanovic,. Le 2 mars, il réalise son meilleur match de la saison en marquant 35 points lors de la victoire 114 à 103 contre les 76ers. Le 30 mars, DeRozan bat son record de points en carrière en en marquant 42 lors de la victoire 99 à 96 contre les Rockets de Houston,. Le 17 avril, il est nommé meilleur joueur de la conférence Est du mois d'avril, rejoignant Kyle Lowry (en avril 2014) et Chris Bosh (en janvier 2007) parmi les seuls joueurs dans l'histoire de l'équipe à être nommé joueur du mois.
Le 24 avril, lors du match 3 du premier tour des playoffs 2014 contre les Wizards de Washington, DeRozan bat son record de points en playoffs avec 32 unités et établit le record de la franchise lors d'un premier quart-temps d'un match de playoffs en marquant 20 points, dépassant Vince Carter qui en avait marqué 19 lors d'un précédent premier quart-temps d'un match de playoffs.

###### Saison 2015-2016
Le 10 novembre 2015, DeRozan marque 29 points lors de la défaite chez les Knicks de New York. En marquant au moins 15 points dans les huit premiers matches de la saison, il devient le premier joueur des Raptors depuis Chris Bosh en 2009-2010 à réaliser cette performance. Le 14 décembre, DeRozan est nommé joueur de la semaine de la conférence Est pour les matches allant du 7 au 13 décembre, recevant cet honneur pour la première fois en sept ans de carrière et devient le septième joueur dans l'histoire des Raptors à être nommé joueur de la semaine. Le 8 janvier, il marque 35 points lors de la victoire 97 à 88 contre les Wizards. Le 20 janvier, il marque 34 points dont 18 dans la troisième quart-temps de la victoire des siens 115 à 109 contre les Celtics de Boston. Le 28 janvier, il est sélectionné parmi les remplaçants pour participer au NBA All-Star Game 2016 dans l'équipe de la conférence Est, recevant cet honneur pour la seconde fois en trois ans. Le 2 février, DeRozan et son coéquipier Kyle Lowry sont nommés co-joueurs du mois de janvier de la conférence Est : le duo a aidé les Raptors à avoir un bilan de 12 victoires pour deux défaites sur ce mois-là et à réaliser le record de victoires consécutives de la franchise avec onze matches gagnés de suite. Le 22 février, il devient le joueur le plus victorieux dans l'histoire des Raptors, dépassant Chris Bosh et Morris Peterson avec sa 233e victoire en carrière, il aide les Raptors à battre les Knicks de New York 122 à 95. Le 4 mars, il marque 38 points lors de la victoire 117 à 115 contre les Trail Blazers. Dans ce match, il bat le record du plus grand nombre de lancers-francs marqués consécutivement sur un match avec 24. Le 12 mars, il marque de nouveau 38 points auxquels il ajoute dix rebonds et sept passes décisives lors de la victoire 112 à 104 après prolongation contre le Heat de Miami. Le 30 mars, il marque 26 points lors de la victoire 105 à 97 contre les Hawks, permettant aux Raptors d'atteindre les cinquante victoires sur une saison pour la première fois dans l'histoire de la franchise. Le 10 avril, il marque 27 points lors de la victoire 93 à 89 contre les Knicks de New York, prolongeant le record de la franchise à 23 victoires à l'extérieur sur une saison. DeRozan devient le deuxième meilleur marqueur de la franchise avec 9 436 points en dépassant Vince Carter mais en restant derrière Chris Bosh et ses 10 275 points.
Les Raptors terminent la saison régulière à la deuxième place de la conférence Est avec un bilan de 56 victoires et 26 défaites. Lors du premier tour des playoffs 2016, les Raptors affrontent les Pacers de l'Indiana, septièmes de la saison régulière. Il connaît des débuts de playoffs difficiles avec 21 tirs marqués sur 71 tentés, dont 0 sur 8 à 3-points, soit 29,6 % aux tirs. Le 26 avril, dans le match 5, DeRozan marque 34 points et aide les Raptors à prendre l'avantage dans la série 3 matches à 2. Lors du match 7 de la série, DeRozan marque 30 points et aide les Raptors à passer le premier tour des playoffs pour la première fois dans l'histoire de la franchise. Avec leur victoire 4 matches à 3 contre les Pacers, les Raptors affrontent au second tour le Heat. Lors du match 5 contre le Heat, DeRozan marque 34 points et aide les Raptors à prendre l'avantage 3 matches à 2 grâce à une victoire 99 à 91. Lors du match 7 de la série, il marque 28 points dans la victoire des siens 116 à 89, permettant aux Raptors d'accéder en finale de conférence pour la première fois dans l'histoire de la franchise. Lors du match 4 de la finale de conférence contre les Cavaliers de Cleveland, DeRozan marque 32 points et aide les Raptors à gagner 105 à 99 et égaliser dans la série 2 à 2. Les Raptors finissent par perdre les deux matches suivants ce qui les élimine de la course au titre de champion et les empêche d'accéder aux finales NBA.

###### Saison 2016-2017
Le 13 juin 2016, il choisit de devenir agent libre, et de ne pas activer l'option sur sa dernière année de contrat à 10,3 millions de dollars pour tester le marché. Le 1er juillet, il prolonge chez les Raptors en signant un contrat de 145 millions de dollars sur cinq ans.
Dès le début de la saison NBA 2016-2017, DeRozan se fait remarquer en étant le premier joueur depuis Michael Jordan à marquer plus de 30 points sur les cinq premiers matchs d'une saison.
Le 28 décembre 2016, il devient le meilleur marqueur de l'histoire des Raptors de Toronto.

#### Spurs de San Antonio (2018-2021)
Le 18 juillet 2018, DeMar DeRozan est envoyé aux Spurs de San Antonio avec Jakob Pöltl en échange de Kawhi Leonard et de Danny Green.

#### Bulls de Chicago (2021-2024)
Agent libre à l'été 2021, DeMar DeRozan signe un contrat de 85 millions de dollars sur trois ans avec les Bulls de Chicago sous la forme d'un sign-and-trade. Lors de sa première saison, il réalise sa meilleure saison en carrière en tournant à 27,9 points de moyenne et réalise notamment huit matchs de suite à plus de 35 points.
Le 28 octobre 2022, il passe la barre des 20 000 points en carrière face à son ancien entraîneur Gregg Popovich.

#### Kings de Sacramento (depuis 2024)
Le 7 juillet 2024, DeMar DeRozan quitte les Bulls de Chicago après trois saisons pour rejoindre les Kings de Sacramento,. Il signe un contrat de 74 millions de dollars sur trois ans,.
En mars 2025, DeRozan dépasse les 25 000 points marqués en saison régulière.
Le 16 avril 2025, son équipe est éliminée du Play-In Tournament suite à sa défaite contre les Mavericks de Dallas sur le score de 120-106,,.

### Sélection nationale
Durant l'été 2014, il participe à la Coupe du monde 2014 que les États-Unis remportent. En neuf matches, il a des moyennes de 4,8 points, 1,0 rebond et 1,2 passe décisive par match.
Durant l'été 2016, il fait partie des douze joueurs américains à participer aux Jeux olympiques 2016 qu'ils remportent en finale contre la Serbie,.

## Style de jeu
DeMar DeRozan est un joueur assez unique dans son style de jeu, par le fait qu'il ne tire que très rarement à trois points. Il privilégie le tir à mi-distance, dont il est devenu un expert. Ainsi, près de la moitié de ses points sont marqués à mi-distance, dans une ère de la NBA où le tir à trois points est le plus utilisé. Il fait donc face à de nombreuses critiques, notamment d'entraîneurs, qui lui demandent de prendre plus de tirs à trois points. DeRozan continue de prendre des tirs à mi-distance et arrive tout de même à être un très bon marqueur. En raison de son style "vieille école", il est comparé à des joueurs comme Kobe Bryant.
DeRozan est un excellent dribbleur, et cherche souvent le 1-contre-1 en isolation, il est réputé pour son très bon jeu de jambes. Il est également capable de passer la balle, notamment sur des situations de pick and roll. Il est également très athlétique et son excellente détente lui permet d'effectuer des dunks spectaculaires.

## Palmarès

### Distinctions personnelles
- First-team Parade All-American (2008)
- McDonald's All-American (2008)
- Pac-10 All-Freshman Team (2009)
- Pac-10 Tournament MVP (2009)
- Élu joueur du mois de la conférence Est en avril 2015[48]et en février 2022.
- Élu joueur du mois de la conférence Est en janvier 2016 (avec son coéquipier Kyle Lowry)[49]
- 6 sélections au NBA All-Star Game en 2014, 2016, 2017, 2018, 2022 et en 2023.
- All-NBA Second Team en 2018 et en 2022.
- All-NBA Third Team en 2017.

### Sélection nationale
- Médaillé d'or à la Coupe du monde 2014 en Espagne.
- Médaillé d'or aux Jeux olympiques 2016 à Rio de Janeiro.

## Statistiques

### Universitaires
Statistiques en matchs universitaires de DeMar DeRozan
| Saison    | Équipe   | Matchs | Titul. | Min./m | % Tir | % 3pts | % LF | Rbds/m. | Pass/m. | Int/m. | Ctr/m. | Pts/m. |
| --------- | -------- | ------ | ------ | ------ | ----- | ------ | ---- | ------- | ------- | ------ | ------ | ------ |
| 2008-2009 | USC      | 35     | 35     | 33,4   | 52,3  | 16,7   | 65,1 | 5,74    | 1,46    | 0,89   | 0,37   | 13,86  |
| Carrière  | Carrière | 35     | 35     | 33,4   | 52,3  | 16,7   | 65,1 | 5,74    | 1,46    | 0,89   | 0,37   | 13,86  |

### Professionnelles

#### Saison régulière
Légende :
| Leader de la ligue |

gras = ses meilleures performances
| Saison        | Équipe        | Matchs | Titul. | Min./m | % Tir | % 3pts | % LF | Rbds/m. | Pass/m. | Int/m. | Ctr/m. | Pts/m. |
| ------------- | ------------- | ------ | ------ | ------ | ----- | ------ | ---- | ------- | ------- | ------ | ------ | ------ |
| 2009-2010     | Toronto       | 77     | 65     | 21,6   | 49,8  | 25,0   | 76,3 | 2,90    | 0,69    | 0,56   | 0,23   | 8,60   |
| 2010-2011     | Toronto       | 82     | 82     | 34,8   | 46,7  | 9,6    | 81,3 | 3,84    | 1,80    | 1,04   | 0,38   | 17,20  |
| 2011-2012*    | Toronto       | 63     | 63     | 35,0   | 42,2  | 26,1   | 81,0 | 3,35    | 2,03    | 0,76   | 0,27   | 16,73  |
| 2012-2013     | Toronto       | 82     | 82     | 36,7   | 44,5  | 28,3   | 83,1 | 3,90    | 2,49    | 0,93   | 0,29   | 18,11  |
| 2013-2014     | Toronto       | 79     | 79     | 38,2   | 42,9  | 30,5   | 82,4 | 4,34    | 3,96    | 1,09   | 0,35   | 22,67  |
| 2014-2015     | Toronto       | 60     | 60     | 35,0   | 41,3  | 28,4   | 83,2 | 4,62    | 3,50    | 1,22   | 0,18   | 20,07  |
| 2015-2016     | Toronto       | 78     | 78     | 35,9   | 44,6  | 33,8   | 85,0 | 4,47    | 4,04    | 1,04   | 0,27   | 23,46  |
| 2016-2017     | Toronto       | 74     | 74     | 35,4   | 46,7  | 26,6   | 84,2 | 5,22    | 3,92    | 1,05   | 0,18   | 27,30  |
| 2017-2018     | Toronto       | 80     | 80     | 33,9   | 45,6  | 31,0   | 82,5 | 3,94    | 5,21    | 1,06   | 0,28   | 23,00  |
| 2018-2019     | San Antonio   | 77     | 77     | 34,9   | 48,1  | 15,6   | 83,0 | 6,00    | 6,17    | 1,12   | 0,47   | 21,23  |
| 2019-2020     | San Antonio   | 68     | 68     | 34,1   | 53,1  | 25,7   | 84,5 | 5,50    | 5,60    | 1,00   | 0,30   | 22,10  |
| 2020-2021     | San Antonio   | 61     | 61     | 33,7   | 49,5  | 25,7   | 88,0 | 4,20    | 6,90    | 0,90   | 0,20   | 21,60  |
| 2021-2022     | Chicago       | 76     | 76     | 36,1   | 50,4  | 35,2   | 87,7 | 5,20    | 4,90    | 0,90   | 0,30   | 27,90  |
| 2022-2023     | Chicago       | 74     | 74     | 36,2   | 50,4  | 32,4   | 87,2 | 4,60    | 5,10    | 1,10   | 0,50   | 24,50  |
| 2023-2024     | Chicago       | 79     | 79     | 37,8   | 48,0  | 33,3   | 85,3 | 4,30    | 5,30    | 1,10   | 0,60   | 24,00  |
| Carrière      | Carrière      | 1110   | 1098   | 34,6   | 46,9  | 29,6   | 84,1 | 4,40    | 4,10    | 1,00   | 0,30   | 21,20  |
| All-Star Game | All-Star Game | 6      | 3      | 20,6   | 56,3  | 12,5   | 80,0 | 4,10    | 3,60    | 0,83   | 0,00   | 13,50  |

Note: * Cette saison a été réduite de 82 à 66 matchs en raison du Lock out.

Dernière modification le 7 juillet 2024

#### Playoffs
| Saison   | Équipe      | Matchs | Titul. | Min./m | % Tir | % 3pts | % LF | Rbds/m. | Pass/m. | Int/m. | Ctr/m. | Pts/m. |
| -------- | ----------- | ------ | ------ | ------ | ----- | ------ | ---- | ------- | ------- | ------ | ------ | ------ |
| 2014     | Toronto     | 7      | 7      | 40,3   | 38,5  | 33,3   | 89,9 | 4,14    | 3,57    | 1,14   | 0,29   | 23,86  |
| 2015     | Toronto     | 4      | 4      | 39,7   | 40,0  | 37,5   | 82,4 | 6,25    | 5,75    | 1,50   | 0,00   | 20,25  |
| 2016     | Toronto     | 20     | 20     | 37,3   | 39,4  | 14,8   | 81,3 | 4,15    | 2,65    | 1,10   | 0,15   | 20,90  |
| 2017     | Toronto     | 10     | 10     | 37,3   | 43,4  | 6,7    | 88,8 | 4,90    | 3,40    | 1,40   | 0,00   | 22,40  |
| 2018     | Toronto     | 10     | 10     | 35,4   | 43,7  | 28,6   | 81,1 | 3,60    | 4,00    | 0,50   | 0,60   | 22,70  |
| 2019     | San Antonio | 7      | 7      | 36,6   | 46,4  | 0,0    | 86,0 | 6,88    | 4,75    | 1,25   | 0,12   | 21,62  |
| 2022     | Chicago     | 5      | 5      | 40,6   | 41,1  | 0,0    | 86,7 | 5,40    | 4,80    | 1,80   | 0,40   | 20,80  |
| Carrière | Carrière    | 63     | 63     | 37,6   | 41,8  | 21,4   | 85,2 | 4,70    | 3,70    | 1,10   | 0,20   | 21,80  |

Dernière mise à jour le 2 octobre 2022

## Records sur une rencontre en NBA
Les records personnels de DeMar DeRozan en NBA sont les suivants, :
| Record de la franchise |

| Type de statistique        | Saison régulière | Saison régulière          | Saison régulière | Playoffs | Playoffs                | Playoffs      |
| Type de statistique        | Record           | Adversaire                | Date             | Record   | Adversaire              | Date          |
| -------------------------- | ---------------- | ------------------------- | ---------------- | -------- | ----------------------- | ------------- |
| Points                     | 52               | Bucks de Milwaukee        | 1er janvier 2018 | 41       | @ Bucks de Milwaukee    | 20 avril 2022 |
| Paniers marqués            | 18               | 76ers de Philadelphie     | 6 février 2022   | 16       | @ Bucks de Milwaukee    | 20 avril 2022 |
| Paniers tentés             | 38               | Bulls de Chicago          | 21 mars 2017     | 32       | Pacers de l'Indiana     | 1er mai 2016  |
| Paniers à 3 points réussis | 6                | 2 fois                    | 2 fois           | 3        | 3 fois                  | 3 fois        |
| Paniers à 3 points tentés  | 10               | Trail Blazers de Portland | 2 février 2018   | 6        | 2 fois                  | 2 fois        |
| Lancers francs réussis     | 24               | Trail Blazers de Portland | 4 mars 2016      | 14       | @ Wizards de Washington | 22 avril 2018 |
| Lancers francs tentés      | 25               | Trail Blazers de Portland | 4 mars 2016      | 18       | @ Wizards de Washington | 22 avril 2018 |
| Rebonds offensifs          | 6                | @ Clippers de Los Angeles | 22 janvier 2012  | 4        | Heat de Miami           | 15 mai 2016   |
| Rebonds défensifs          | 15               | Heat de Miami             | 20 mars 2019     | 9        | 3 fois                  | 3 fois        |
| Rebonds totaux             | 15               | Heat de Miami             | 20 mars 2019     | 12       | @ Nuggets de Denver     | 13 avril 2019 |
| Passes décisives           | 14               | 2 fois                    | 2 fois           | 8        | Cavaliers de Cleveland  | 7 mai 2017    |
| Interceptions              | 6                | 2 fois                    | 2 fois           | 5        | @ Bucks de Milwaukee    | 27 avril 2017 |
| Contres                    | 4                | 2 fois                    | 2 fois           | 3        | Cavaliers de Cleveland  | 1er mai 2018  |
| Balles perdues             | 7                | 3 fois                    | 3 fois           | 6        | 2 fois                  | 2 fois        |
| Minutes jouées             | 60               | Jazz de l'Utah            | 12 novembre 2012 | 46       | Cavaliers de Cleveland  | 7 mai 2017    |

- Double-double : 69 (dont 2 en playoffs)
- Triple-double : 1

Dernière mise à jour : 27 mars 2025
Lors de la saison 2017-2018, il est le premier joueur de l'histoire à marquer plus de 50 points un 1er janvier avec 52 points lors de la victoire contre les Bucks de Milwaukee. Ce match tout simplement exceptionnel en fera le joueur des Raptors à avoir marqué le plus de points dans un match, détrônant Vince Carter et Terrence Ross (51 points chacun).

## Salaires
| Année       | Équipe      | Salaire       |
| ----------- | ----------- | ------------- |
| 2009-2010   | Raptors     | 2 282 640 $   |
| 2010-2011   | Raptors     | 2 453 880 $   |
| 2011-2012*  | Raptors     | 2 625 000 $   |
| 2012-2013   | Raptors     | 3 344 250 $   |
| 2013-2014   | Raptors     | 9 500 000 $   |
| 2014-2015   | Raptors     | 9 500 000 $   |
| 2015-2016   | Raptors     | 9 500 000 $   |
| 2016-2017   | Raptors     | 26 540 100 $  |
| 2017-2018   | Raptors     | 27 739 975 $  |
| 2018-2019   | Spurs       | 27 739 975 $  |
| 2019-2020   | Spurs       | 27 739 975 $  |
| 2020-2021   | Spurs       | 27 739 975 $  |
| 2021-2022   | Bulls       | 26 000 000 $  |
| Total Gains | Total Gains | 202 705 770 $ |
| 2022-2023   | Bulls       | 27 300 000 $  |
| 2023-2024   | Bulls       | 28 600 000 $  |

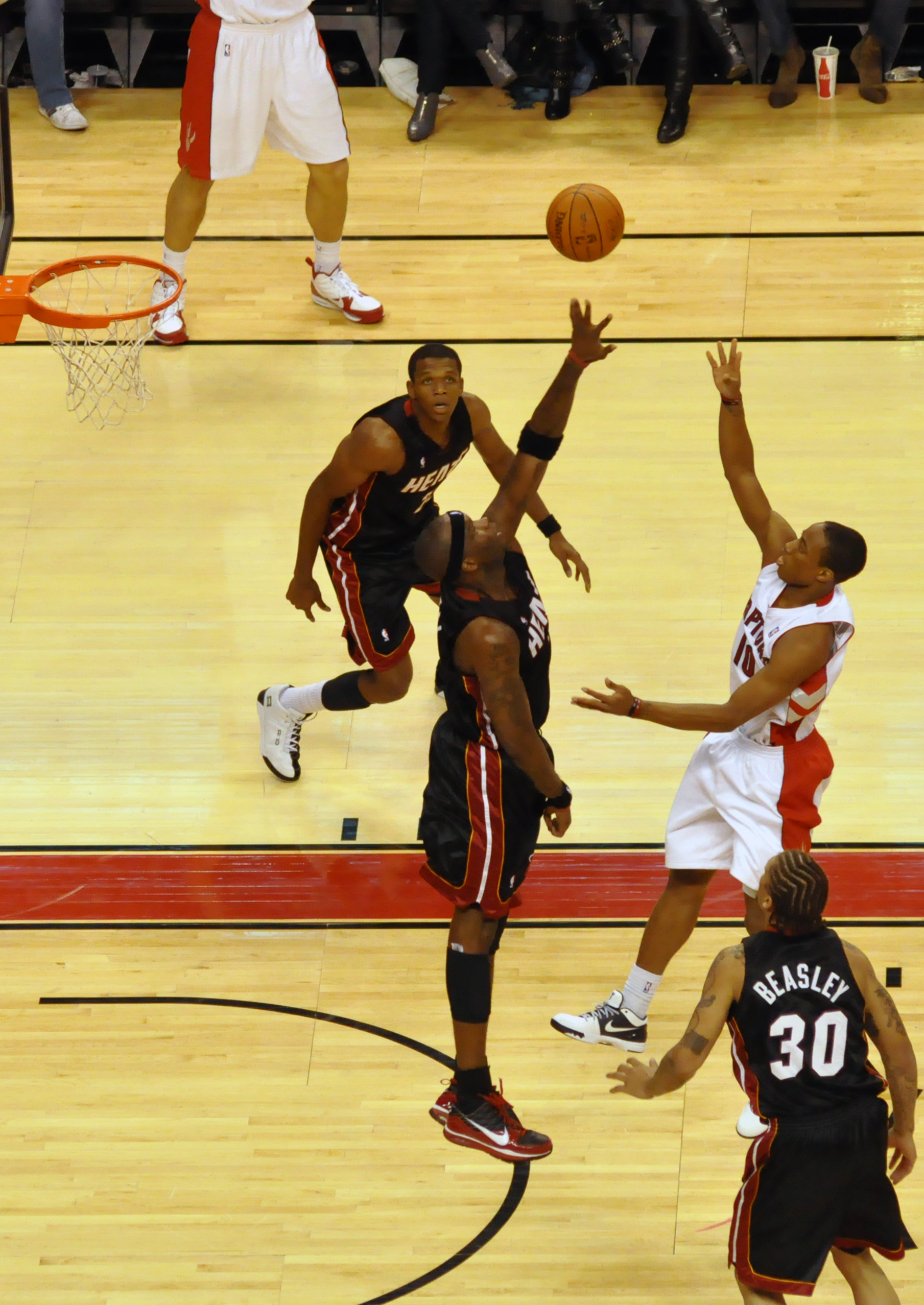
DeMar DeRozan au tir face à Jermaine O'Neal (2009).

Note : * En 2011, le salaire moyen d'un joueur évoluant en NBA est de 5 150 000 $.

## Vie privée
DeMar DeRozan est le fils de Frank et Diane DeRozan. Sa fiancée, Kiara Morrison, donne naissance à leur fille Diar, le 12 mai 2013.